# Ткачова Людмила Іванівна
Людмила Іванівна Ткачова (15 грудня 1935, Мачухи) — український історик, дослідниця історії України 1920-1930-х років.

## Біографія
Народилася 15 грудня 1935 в селі Мачухах Полтавського району Полтавської області. 1958 року закінчила історико-філософський факультет Київського державного університету. У 1961–1963 роках  — бібліотекар, у 1963–1973 роках — старший лаборант, молодший науковий співробітник, у 1973−2000 роках — старший науковий співробітник відділів історії соціалістичного і комуністичного будівництва, історії соціалістичного будівництва, історії української культури Інституту історії України НАН України. 1969 року, під керівництвом доктора історичних наук П. П. Гудзенка, захистила кандидатську дисертацію на тему: «Допомога Червоної Армії трудящим України у відбудові народного господарства в роки Великої Вітчизняної війни».

## Наукова діяльність
Брала участь у підготовці колективних монографій:
- «Очерки социально-классовой структуры УССР. 1917–1937» (Київ, 1987);
- «Интеллигенция Советской Украины. Некоторые вопросы историографии» (Київ, 1988) та інших.

Одна з авторів і член редколегій багатотомних:
- «Історії Української РСР» (томи 6, 7. — Київ, 1977);
- «Истории Украинской ССР» (томи 7, 8. — Київ, 1984);
- «Истории Киева» (том 3, книга 1. — Київ, 1985).

Основні праці:
- Нариси історії української інтелігенції (перша половина XX століття). — Книги 2, 3. — Київ, 1994 (у співавторстві);
- Держава і українська інтелігенція (деякі проблеми взаємовідносин у 20-х — на початку 30-х рр.). — Київ, 1990 (у співавторстві);
- Інтелігенція Радянської України в період побудови основ соціалізму. — Київ, 1985;
- Радянська Армія — українському народові. — Київ, 1971.